# Josefina María de Bélgica
Josefina María de Bélgica (30 de noviembre de 1870 - 18 de enero de 1871), fue la segunda hija de Felipe de Bélgica, conde de Flandes (hermano del rey Leopoldo II) y de la princesa María de Hohenzollern-Sigmaringen. Era la hermana gemela de Enriqueta de Bélgica y la hermana mayor de Alberto I, el cual nació cuatro años después de su muerte.

## Corta vida
Las gemelas tenían un hermano mayor: Balduino. Su bautismo se hizo el 29 de diciembre en la Iglesia de Santiago (Coudenberg). 
Josefina María murió pronto, víctima de convulsiones. En 1872, sus padres tuvieron otra hija. También fue nombrada Josefina en memoria de la princesa fallecida, sería Josefina Carolina de Bélgica.
Inicialmente enterrada en la antigua iglesia de Laeken, en 1876 su cuerpo fue trasladado a la nueva cripta real de la nueva iglesia de Laeken, donde descansa junto a los soberanos belgas y varios miembros de la familia real, entre ellos sus padres y sus hermanos.
- Datos: Q1886702